# دوري جزر توركس وكايكوس لكرة القدم
دوري جزر توركس وكايكوس لكرة القدم هو الدوري الوطني لكرة القدم في جزر توركس وكايكوس، .البطل الحالي هو نادي شيشير هال.